# 中南米の競馬
中南米の競馬（ちゅうなんべいのけいば）では、中南米の競馬について包括的に概説する。

## 各国の様子
国際セリ名簿基準書においては、世界の競馬開催国をパート1からパート3までのカテゴリに分類される。

### パート1国
パート1国については下記の各記事を参照。
- アルゼンチンの競馬 - Category:アルゼンチンの競馬
- ブラジルの競馬 - Category:ブラジルの競馬
- チリの競馬 - Category:チリの競馬
- ペルーの競馬 - Category:ペルーの競馬
- ウルグアイの競馬 - Category:ウルグアイの競馬[1]

### パート2国
中南米のパート2国には、パナマ、プエルトリコ、ベネズエラが認定されている。

#### プエルトリコ
- プエルトリコフューチュリティ（Puerto Rico Futurity） - カノバナスにあるカマレロ競馬場で行われる、内国産2歳馬の主要競走。現在は1400メートルで施行されている。過去の勝馬にはプエルトリコの三冠馬en:Vuelve Candy B.などがいる[2]。

#### ベネズエラ
- シモン・ボリバル国際大賞（Clásico Simón Bolívar） - 1946年創設。3歳以上の馬齢重量戦で、1.5マイル（約2400メートル）で行われる[3]。

### パート3国
中南米のパート3国には、エクアドル、コロンビア、ジャマイカ、トリニダード・トバゴ、ドミニカ国、メキシコが認定されている。

#### メキシコ
- アグアカリエンテ競馬場 - かつてメキシコ最大の競走（下記）を開催していた競馬場。現在はドッグレースを開催している。小説や映画になったシービスケットが出走した。
- アグアカリエンテハンデキャップ（Agua Caliente Handicap）- 1917年から1938年まで行なわれていた主要競走。最後の1938年の勝馬はシービスケット。勝馬にはニュージーランドの歴史的名馬ファーラップも名を連ねている。1958年に一度だけリバイバル開催があり、ラウンドテーブルが優勝した[4]。
- アメリカハンデキャップ（Handicap de las Américas） - 1942年に創設されたメキシコの主要競走。メキシコシティで開催され、3歳以上の競走。現在は9.5ハロン（約1900メートル）で行なわれている[5]。

### 認定を受けていない国・地域
ICSCの認定を受けていない国・地域の競馬については下記に記す。